# Tomáš Taraba
Tomáš Taraba (ur. 13 lutego 1980 w Bratysławie) – słowacki polityk i przedsiębiorca, poseł do Rady Narodowej, od 2023 wicepremier oraz minister środowiska.

## Życiorys
Ukończył politologię na Uniwersytecie Komeńskiego w Bratysławie. Został też absolwentem wydziału ekonomicznego Uniwersytetu Ekonomicznego w Bratysławie. Kształcił się również w zakresie zarządzania przedsiębiorstwem na Uniwersytecie w Ratyzbonie. Pracował w agencji rozwoju inwestycji zagranicznych SARIO, zajął się też prowadzeniem własnej działalności gospodarczej. W 2019 współtworzył narodowo-konserwatywną partię KDŽP, przemianowaną później na ugrupowanie ŽIVOT – národná strana. Od listopada 2019 do czerwca 2023 pełnił funkcję jej przewodniczącego.
W wyborach w 2020 uzyskał mandat deputowanego do Rady Narodowej, kandydując z listy nacjonalistycznej formacji Partia Ludowa Nasza Słowacja. Po kilku miesiącach opuścił frakcję poselską ĽSNS. W 2023 z powodzeniem ubiegał się o reelekcję z ramienia Słowackiej Partii Narodowej.
W październiku 2023 objął urzędy wicepremiera oraz ministra środowiska w czwartym rządzie Roberta Ficy.